# Silver Towers
Silver Towers son dos edificios residenciales en Hell's Kitchen, un barrio de Manhattan, Nueva York. Los edificios, de 58 plantas cada uno, se sitúan en el lado oeste de la Undécima Avenida entre la Calle 41 y la Calle 42, cerca del río Hudson y comprende 1359 unidades residenciales. El proyecto incluye una piscina de 22,86 m, la más grande en un edificio residencial de toda Nueva York, así como un parque público de 10 900 m² en el lado oeste de las torres. Las Silver Towers fueron terminadas en junio de 2009.
Larry Silverstein, que desarrolló los edificios, compró la manzana entre las Calles 41 y 42 entre las Avenidas 11 y 12 Avenidas en 1984 por 20 millones de dólares. En aquel momento, el solar estaba vacío y estaba zonificado para uso industrial con un máximo de una planta. El bloque fue recalificado en 1989, y One River Place, un edificio residencial de 41 plantas se inauguró en el extremo oeste de la parcela en el 2000. Ese mismo año, Silverstein contempló el desarrollo de un edificio de oficinas en el extremo este de la manzana. Un par de años más tarde, el solar fue considerado para erigir un hotel de 1500 habitaciones como parte de los planes para ampliar el Jacob K. Javits Convention Center.
Costas Kondylis es el arquitecto de las torres, que también diseñó One River Place. El diseño original preveía un único edificio residencial, llamado Two River Place e idéntico a su vecino, en el extremo oeste de la cuadra. Sin embargo, fue cambiado a dos edificios para hacerlo más íntimo.